# Endlessly
Endlessly je druhé studiové hudební album waleské zpěvačky Duffy. Vydání desky (podzim 2010) předcházel singl Well, Well, Well. O rytmickou podobu alba se postarali The Roots. Pod deskou je autorsky a produkčně také podepsán Albert Hammond.

## Seznam skladeb
| Pořadí | Název              | Autor                    | Délka |
| ------ | ------------------ | ------------------------ | ----- |
| 1.     | My Boy             | Duffy, Albert Hammond    | 3:27  |
| 2.     | Too Hurt to Dance  | Duffy, Albert Hammond    | 3:15  |
| 3.     | Keeping My Baby    | Duffy, Albert Hammond    | 2:49  |
| 4.     | Well, Well, Well   | Duffy, Albert Hammond    | 2:45  |
| 5.     | Don't Forsake Me   | Duffy, Albert Hammond    | 4:01  |
| 6.     | Endlessly          | Duffy, Albert Hammond    | 2:59  |
| 7.     | Breath Away        | Duffy, Albert Hammond    | 4:12  |
| 8.     | Lovestruck         | Duffy, Albert Hammond    | 2:52  |
| 9.     | Girl               | Don Paul, Paddy Chambers | 2:26  |
| 10.    | Hard for the Heart | Duffy, Albert Hammond    | 4:57  |

| Amazon.com digital bonus track | Amazon.com digital bonus track | Amazon.com digital bonus track | Amazon.com digital bonus track |
| Pořadí                         | Název                          | Autor                          | Délka                          |
| ------------------------------ | ------------------------------ | ------------------------------ | ------------------------------ |
| 11.                            | My Boy (Acoustic Version)      | Duffy, Albert Hammond          | 3:32                           |

| Barnes & Noble bonus track | Barnes & Noble bonus track   | Barnes & Noble bonus track | Barnes & Noble bonus track |
| Pořadí                     | Název                        | Autor                      | Délka                      |
| -------------------------- | ---------------------------- | -------------------------- | -------------------------- |
| 11.                        | Endlessly (Acoustic Version) | Duffy, Albert Hammond      | 3:03                       |